# Mark Adamo
Pour les articles homonymes, voir Adamo.
Mark Adamo (né en 1962 à Philadelphie, Pennsylvanie) est un librettiste et compositeur américain d'origine italienne.

## Biographie
Il est compositeur en résidence au New York City Opera entre 2001 et 2006 qui donne la première sur la côte est de son opéra Lysistrata or The Nude Goddess en mars et avril 2006.

## Œuvres

### Opéra et musique vocale
- Little Women, 1998, le livret est du compositeur lui-même, tiré du roman éponyme de Louisa May Alcott (en français, Les Quatre Filles du docteur March)
- Avow, opéra de chambre, durée : 10 minutes, 1999
- Lysistrata or The Nude Goddess, 2005

### Musique pour orchestre
- Late Victorians, cantate symphonique
- Four Angels : concerto pour harpe et orchestre